# 12 Pułk Grenadierów (III Rzesza)
12 Pułk Grenadierów (niem. Grenadier-Regiment 12) – niemiecki pułk z czasów II wojny światowej.

## Historia
Utworzony 15 października 1942 z 12 Pułku Piechoty i przyporządkowany 31 Dywizji Piechoty. W czerwcu 1944 roku został on zniszczony wraz z Grupą Armii Środek. Rozwiązano go 18 lipca.
Sformowany ponownie 21 lipca 1944 pod Hildesheim zmieniając nazwę na 1112 Pułk Grenadierów i włączony do 31 Dywizji Grenadierów przemianowanej później na 31 Dywizję Grenadierów Ludowych. Pod koniec wojny pułk znajdował się w okolicach Torunia.

## Struktura organizacyjna
Struktura organizacyjna w październiku 1942 roku:
- Sztab
  - Sztab I batalionu
    - 1 kompania, 2 kompania, 3 kompania, 4 kompania

  - Sztab II batalionu
    - 5 kompania, 6 kompania, 7 kompania, 8 kompania

  - Sztab III batalionu
    - 9 kompania, 10 kompania, 12 kompania, 13 kompania, 14 kompania

## Dowódcy
- 15 października 1942 płk (Oberst) Hermann Flörke
- 19 stycznia 1943 ppłk (Oberstleutnant) Richard Schneider
- 1 października 1943 płk Ernst König